# سبزی برگی

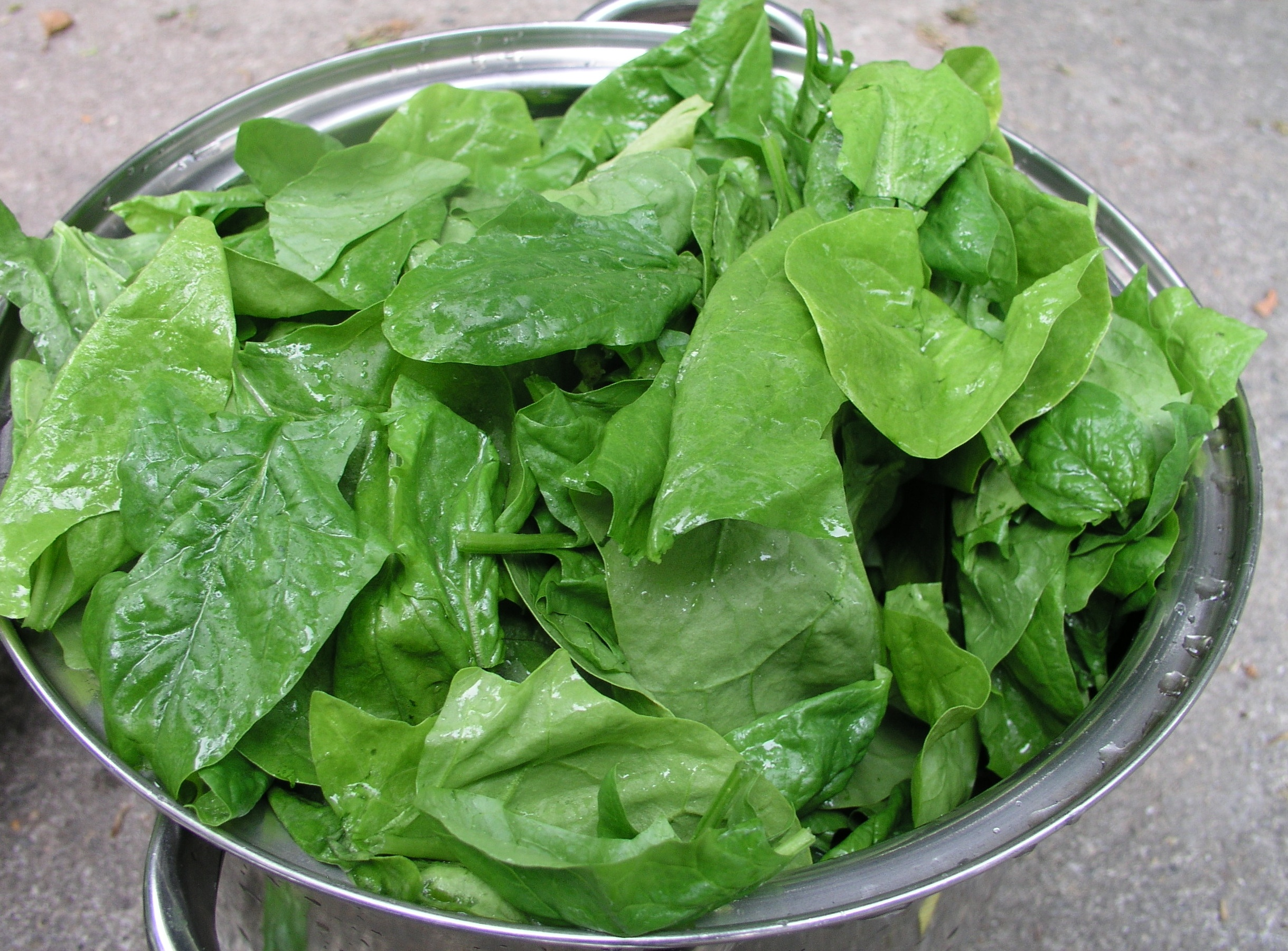
برگ‌های اسفناج در یک آبکش

به گیاهان خوراکی معمولاً سبز رنگ که در تهیه خوراکها، دسرها و سایر خوردنی‌ها به کار می‌رود، سبزی برگی می‌گویند. از سبزی‌های برگی در پخت برخی غذاها مثل: قورمه‌سبزی، انواع کوفته، انواع کوکو و انواع آش و هم چنین تهیه انواع ترشی استفاده می‌شود. در ایران و برخی کشورهای دیگر، برخی از سبزی‌های برگی به صورت خام و در قالب دسر همراه غذا مصرف می‌شود.
سبزی‌های برگی که به‌طور رایج به‌طور خام یا پخته در خوراکها و خوردنی‌های ایرانی به کار می‌رود:
- اسفناج
- بابونه
- برگ چغندر
- پونه
- پیازچه
- تربچه (ترب)
- ترخون
- تره
- جعفری
- ریحان
- سیر
- شاهی
- شنبلیله
- شوید (شبت)
- گشنیز
- مرزه
- نعنا

## جدول ترکیب سبزی‌های برگی در خوراک‌ها
| خوراک/سبزی     | اسفناج | بابونه   | برگ چغندر | پونه   | پیازچه | تربچه | ترخون  | تره  | جعفری  | ریحان | سیر       | شاهی | شنبلیله | شوید   | گشنیز       | مرزه   | نعنا      |
| -------------- | ------ | -------- | --------- | ------ | ------ | ----- | ------ | ---- | ------ | ----- | --------- | ---- | ------- | ------ | ----------- | ------ | --------- |
| آش رشته        | دلخواه | -        | کمی       | -      | -      | -     | -      | پایه | پایه   | -     | -         | -    | -       | -      | پایه        | -      | -         |
| سبزی‌پلو        | -      | دلخواه * | -         | -      | -      | -     | -      | پایه | پایه   | -     | دلخواه ** | -    | پایه    | کمی    | دلخواه      | -      | -         |
| ترشی هفت بیجار | -      | -        | -         | -      | -      | -     | پایه   | کمی  | پایه   | -     | پایه ***  | -    | -       | -      | پایه        | پایه   | کمی       |
| سبزی خوردن     | -      | -        | -         | دلخواه | پایه   | پایه  | دلخواه | پایه | دلخواه | پایه  | -         | پایه | -       | دلخواه | دلخواه      | دلخواه | دلخواه    |
| قورمه‌سبزی      | -      | -        | -         | -      | -      | -     | -      | پایه | پایه   | -     | -         | -    | پایه    | -      | فراوان/پایه | -      | -         |
| کوفته برنجی    | -      | -        | -         | -      | -      | -     | پایه   | پایه | پایه   | -     | -         | -    | پایه    | پایه   | -           | پایه   | پایه **** |
| کوکو سبزی      | -      | دلخواه * | دلخواه    | -      | -      | -     | -      | پایه | پایه   | -     | -         | -    | دلخواه  | کمی    | پایه        | -      | -         |

* امروزه، دیگر سبزی بابونه برای خوردن کاشته نمی‌شود و فراگیر نیست.
** معمولاً سیرِ تازه در ترکیب سبزی پلو به کار می‌رود.
*** علاوه بر سیر، گیاه موسیر نیز در ترکیب ترشی هفت بیجار به کار برده می‌شود.
**** معمولاً از نعنای خشک [شده] و گاهی به‌طور دلخواه، همراه نعناداغ (نعنای تفت داده) استفاده می‌شود.

## نگارخانه

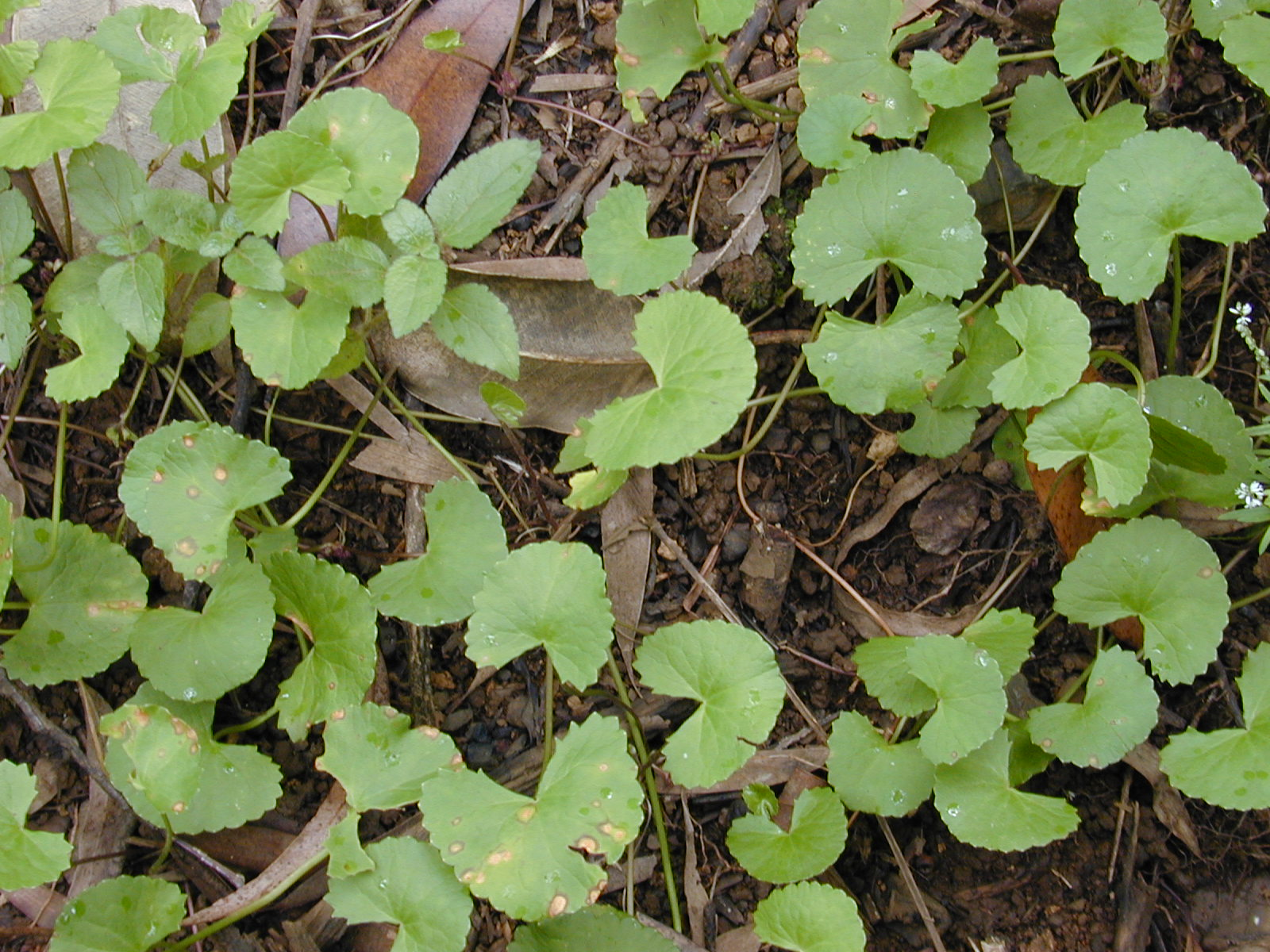
آب‌قاشقی
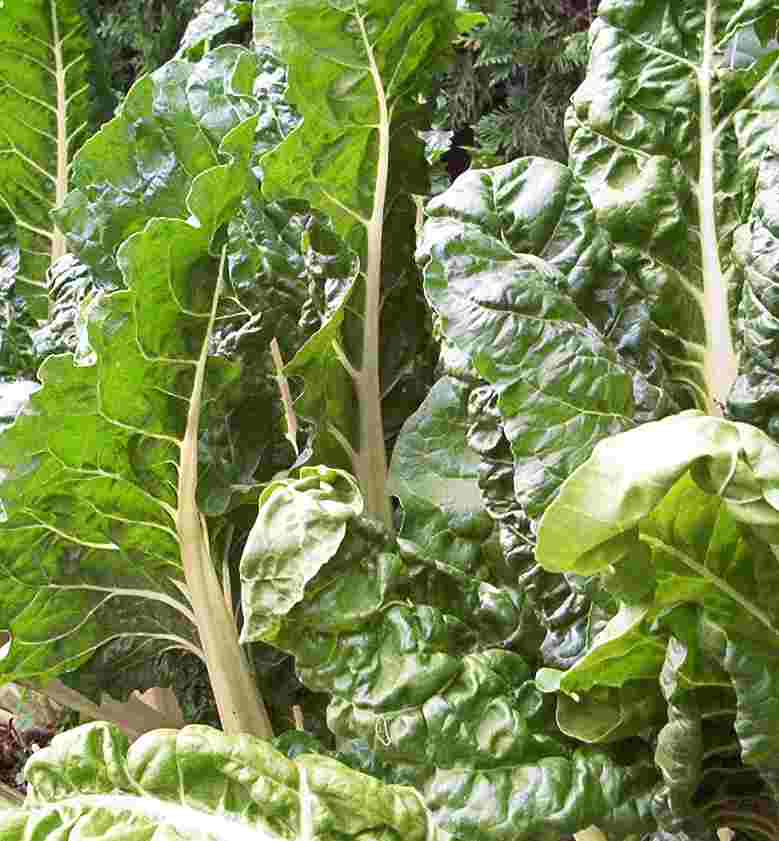
برگ چغندر
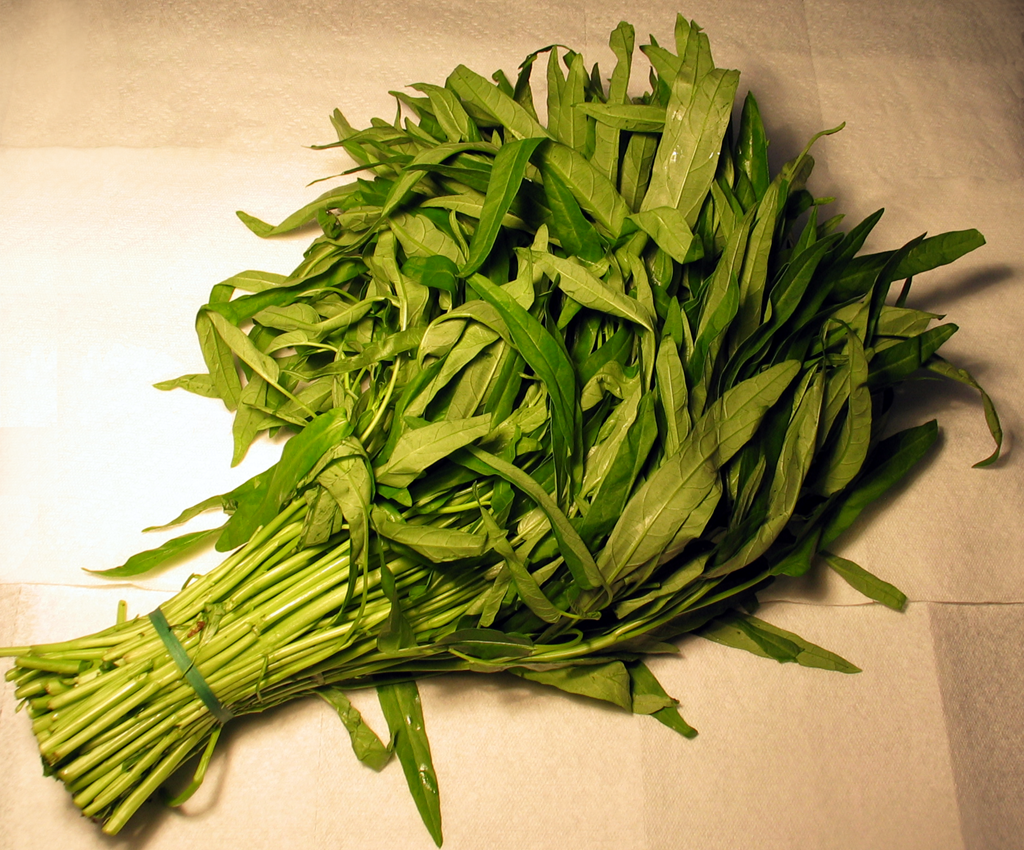
[[Ipomoea aquatica|اسفناج آبی
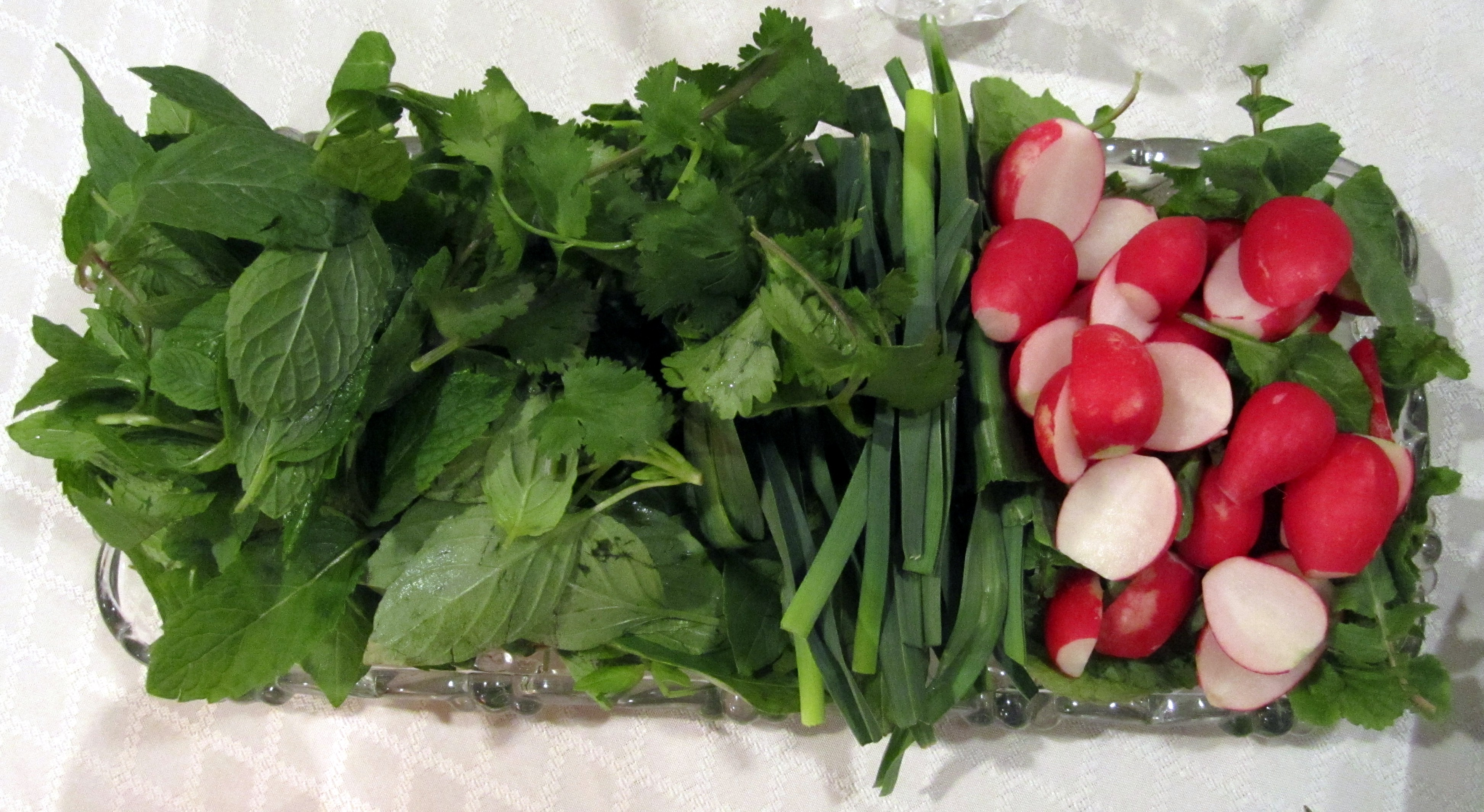
سبزی خوردن